# کوت شنوف
کوت‌شنوف، روستایی از توابع بخش اروندکنار شهرستان آبادان در استان خوزستان ایران است.

## جمعیت
این روستا در دهستان مینوبار قرار دارد و براساس سرشماری عمومی نفوس و مسکن (۱۳۹۵)، جمعیت آن ۱۶۲۹ نفر (۴۶۳ خانوار) بوده‌است.

## مناب
1. ↑  «درگاه ملی آمار > سرشماری عمومی نفوس و مسکن > نتایج سرشماری > جمعیت به تفکیک تقسیمات کشوری سال 1395». دریافت‌شده در ۲۰۱۷-۰۸-۲۹.